# Genotina adamii
Genotina adamii là một loài ốc biển, là động vật thân mềm chân bụng sống ở biển trong họ Conidae, họ ốc cối.

## Phân bố
Conorbis adamii là một loài ốc sống dưới đáy biển ở các vùng nước thuộc hải vực Ấn Độ Dương-Đại Tây Dương nhiệt đới.